# Evelyne Kolnberger
Evelyne Kolnberger (auch: Evelyne Spitzbarth-Kolnberger, Pseudonym: Eva Marcus; * 5. November 1941 in München als Evelyne Kolnberger; † 9. April 2018 in Regensburg) war eine deutsche Schriftstellerin und Übersetzerin.

## Leben
Evelyne Kolnberger studierte Romanistik an den Universitäten in München und Paris. Später war sie als Journalistin und Verlagslektorin tätig. Ab 1965 veröffentlichte sie erzählende Werke für Kinder und Jugendliche. Außerdem schrieb sie Reiseführer und übersetzte aus dem Französischen ins Deutsche.
Am 9. April 2018 starb Evelyne Spitzbart-Kolnberger in Regensburg.

## Werke
- Andrea im Lande der Minarette, Düsseldorf 1965
- Pariser Frühling, Stuttgart 1965
- Mony, das Mädchen von der Tankstelle, Rastatt 1968 (unter dem Namen Eva Marcus)
- Mony in Ostafrika, Rastatt 1968 (unter dem Namen Eva Marcus)
- Mony auf Safari, Rastatt 1969 (unter dem Namen Eva Marcus)
- Mony findet ihren Weg, Rastatt 1969 (unter dem Namen Eva Marcus)
- Flug ins Abenteuer, Düsseldorf 1971
- Tapfere kleine Sandra, Göttingen 1971
- Carin sucht das Abenteuer, Düsseldorf 1972
- Der fliegende Holländer, Rastatt 1973
- Das Glück kommt mit zwei Eselsohren, Düsseldorf 1973
- Marco Polo, Rastatt 1973
- Moby Dick, Rastatt 1973
- Die Reisen des Kapitän Cook, Rastatt 1973
- Norwegens Fjorde zu Wasser und zu Land, München 1974
- Susanne und das Kätzchen, Göttingen 1974
- Tortillas für Veronica, Düsseldorf 1974
- Trotzevchen, Rastatt (unter dem Namen Eva Marcus)
  - Eva in der neuen Heimat, 1974
  - Evas beste Freundin, 1974
  - Evas große Bewährung, 1974
  - Schwere Zeit für Trotzevchen, 1974
- Dänemark, München 1975
- Der Sommer, als Nixe kam, München [u. a.] 1975
- Freundschaft mit Nixe, München [u. a.] 1976
- Ischia, Capri und Golf von Neapel, München 1976
- Ist alles aus für Sandra?, Göttingen 1976
- Jung sein hat so seine Tücken, München [u. a.] 1976
- Sandra gibt nicht auf, Göttingen 1976
- Farbiges Österreich, München [u. a.] 1977
- Anja und das vergessene Dorf, Menden/Sauerland 1978
- Constanze will kein Zwilling sein, München [u. a.] 1978
- Er nannte sie Eichhorn, München [u. a.] 1978
- Mein Glück macht große Sprünge, München [u. a.] 1978
- Andreas aufregende Entdeckung, Menden/Sauerland 1979
- Die Badeplätze in Frankreich, München
  - 1. Côte d’Azur, Provence, Languedoc-Roussillon und Korsika, 1979
- Zwei Zwillinge in einem Boot, München [u. a.] 1979
- Ein Zwilling schafft es auch allein, München [u. a.] 1979
- Julia auf der Wildnis-Ranch, München [u. a.] 1980
- Unser Hund heißt Mausekatze, München [u. a.] 1980
- Der Wunsch, München [u. a.] 1980
- Das Glück steht in den Sternen, München [u. a.] 1981
- Hauptgewinn für Florentine, München [u. a.] 1981
- Wünsche fliegen übers Meer, München [u. a.] 1981
- Ein ganz besonderer September, München [u. a.] 1982
- Österreich, Stuttgart 1983
- Ein weiter Weg für Mony, München [u. a.] 1983
- Die Badeplätze in Jugoslawien, München 1984
- Frühling einen Winter lang, München [u. a.] 1984
- Hände weg von Teddybären oder Die Schmuggler, München [u. a.] 1984
- Norwegens Fjorde, München 1985
- Dänemark, Kopenhagen, München 1990
- Die Mädchen von Timonera, München 1992
- Zum Verwechseln ähnlich, München 1992 (zusammen mit Edda Bars)
- Jenni und das Kätzchen, Remseck bei Stuttgart 1994

## Übersetzungen
- Michèle Arnéguy: Marcel wandert durch die Nacht, Stuttgart 1963
- René Barjavel: Katmandu, München [u. a.] 1971
- Colette: Das verzauberte Spielzeug, München [u. a.] 1974
- Dominic Klein: Freude mit Pferden, München [u. a.] 1971
- Aldo Massa: Pompeji, München [u. a.] 1973
- David Meilsheim: Das Heilige Land, München [u. a.] 1973
- Jack Peterson: Freude mit Afrikas Tierwelt, München [u. a.] 1972
- Emmanuel Roblès: Ungestümer Sommer, München 1975
- Pola Weiss: Freude mit Tierkindern, München [u. a.] 1971
- Pola Weiss: Hunde lieben und verstehen, München [u. a.] 1975
- Pola Weiss: Pferde lieben und verstehen, München [u. a.] 1974